# Classificació del sòl (dret)

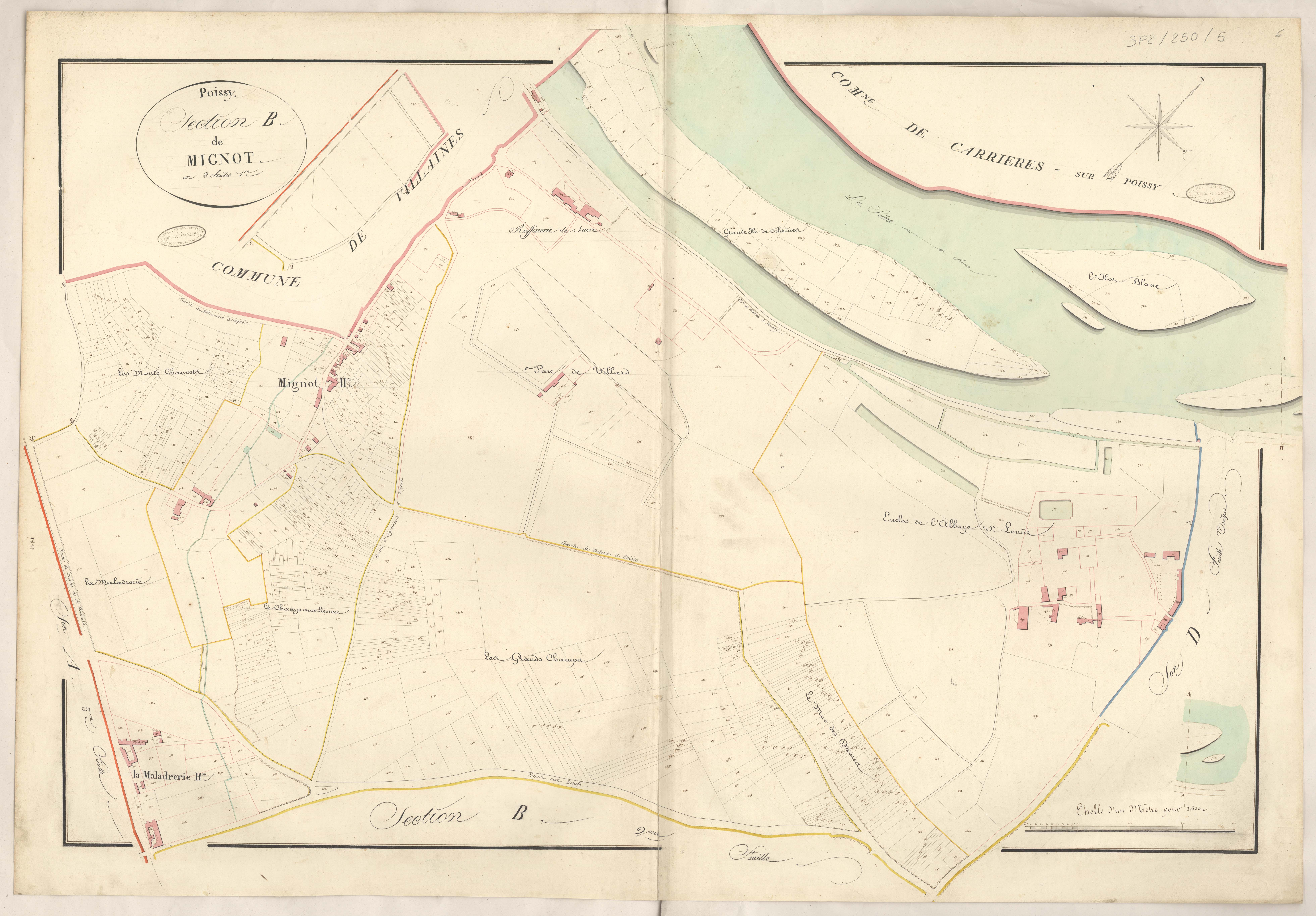
Plànol cadastral del municipi de Poissy (França). Es veuen els límits de les propietats així com altres indicacions. Els colors identifiquen paràmetres amb interès fiscal com usos, conreus, edificacions, etc.

En dret, economia, urbanisme, etc. el sòl és la superfície de la terra considerada com a suport sobre el qual es mouen els homes i els animals o sobre el qual s'assenten les coses El sòl així definit té en la legislació bàsica, la consideració de bé jurídic.

## Classes de sòl com a bé jurídic
En matèria de béns, que inclou el sòl i altres béns immobles, així com dels drets i deures de les persones amb relació a aquests, la legislació civil vigent a Espanya és el «Libro Segundo del Código Civil» d'Espanya, vigent a les Balears i la Comunitat Valenciana, mentre que a Catalunya, amb dret civil propi, el text legal corresponent, pel que fa al sòl i altres béns és el «Llibre cinquè del Codi Civil de Catalunya Arxivat 2013-03-31 a Wayback Machine.», si bé el «Código Civil» d'Espanya pot ser aplicat subsidiàriament. En diferents articles d'ambdós documents, s'estableix la definició del sòl com a bé jurídic. Així tenim:
- Són béns immobles: el sòl (o les terres)[2][3] i els edificis, camins i construccions de tota mena a ell adherides.
- El sòl, com qualsevol bé immoble, pot ser de domini públic, d'ús públic o de propietat privada.[4]

### Sòl de domini públic
- Sòl de domini públic és el destinat a l'ús públic, com els camins, els ports, els ponts construïts per l'Estat, les riberes de rius i canals, les platges, les rades i altres anàlegs i també el sòl que pertany privativament a l'Estat, sense ser d'ús comú, i està destinat a algun servei públic o al foment de la riquesa nacional, com les muralles, fortaleses i altres obres de defensa del territori, i les mines, mentre que no s'atorgui seva concessió.[4][2]

- El sòl de domini públic de la Generalitat de Catalunya són els terrenys o les construccions afectats a l'ús general o als serveis públics propis de la Generalitat i aquells que una llei així ho declari. També ho són els edificis en què s'allotgen els òrgans de la Generalitat definits per l'Estatut.

- Sòl d'ús públic en les províncies i els municipis són: els camins provincials i els veïnals, les places, carrers, els passejos i les obres públiques de servei general, costejades pels mateixos municipis o províncies.

### Sòl de propietat privada
- Són sòls de propietat privada els pertanyents a particulars, individualment o col·lectivament.[5]
- També ho són els patrimonials de l'Estat, la comunitat autònoma, la província o el municipi i tots els que els pertanyen que no són de domini o ús públic.[5]

## Classes de sòl segons les lleis cadastrals
La Llei del Cadastre immobiliari de l'estat defineix el sòl, a efectes exclusivament cadastrals, com un bé immoble bàsic constituït per la parcel·la o porció de sòl d'una mateixa naturalesa, enclavada en un terme municipal i tancada per una línia poligonal que delimita, a aquests efectes, l'àmbit espacial del dret de propietat d'un propietari o de diversos en proindivís, independentment qui sia el seu amo o d'altres drets que recaiguin sobre l'immoble.
L'esmentada llei estableix pel sòl, la següent classificació:
- Sòl de naturalesa urbana és l'integrat per:

1. Els terrenys classificats pel planejament urbanístic com urbans, urbanitzats o equivalents.
2. Els terrenys que tinguin la consideració d'urbanitzables o aquells pels quals els instruments d'ordenació territorial i urbanística prevegin o permetin el seu pas a la situació de sòl urbanitzat, sempre que estiguin inclosos en sectors o àmbits espacials delimitats, així com altres sòls d'aquest tipus a partir del moment d'aprovació de l'instrument urbanístic que estableixi les determinacions per al seu desenvolupament.
3. Els terrenys integrats de forma efectiva en la trama de dotacions i serveis propis dels nuclis de població.
4. Els terrenys ocupats pels nuclis o assentaments de població aïllats, en el seu cas, del nucli principal, qualsevol que sigui l'hàbitat en què es localitzin i amb independència del grau de concentració de les edificacions.
5. El sòl ja transformat per comptar amb els serveis urbans establerts per la legislació urbanística o, si no, per disposar d'accés rodat, abastament d'aigua, evacuació d'aigües i subministrament d'energia elèctrica.
6. El que estigui consolidat per l'edificació, en la forma i amb les característiques que estableixi la legislació urbanística.

- S'exceptua de la consideració de sòl de naturalesa urbana el que integren els béns immobles de característiques especials.

- Sòl de naturalesa rústica és aquell que no sigui de naturalesa urbana.

## Classes de sòl segons les lleis territorials de l'estat
La Llei del sòl vigent actualment a Espanya és el «Text Refós de la Llei de Sól». Es tracta de legislació bàsica i com a tal, les seves prescripcions són aplicables en tot el territori de l'estat, sense prejudici de les disposicions pròpies de les comunitats autònomes, les quals, en cap cas poden contradir-la. Segons les seves prescripcions la totalitat del sòl del país es troba en una de les dues situacions bàsiques següents :

### Sòl rural
És el sòl preservat per l'ordenació territorial i urbanística de ser transformat mitjançant la urbanització. Haurà d'incloure, com a mínim, els terrenys exclosos d'aquesta transformació per la legislació de protecció o policia del domini públic, de la naturalesa o del patrimoni cultural, els que hagin de quedar subjectes a aquesta protecció acord amb l'ordenació territorial i urbanística pels valors concurrents en estos, fins i tot els ecològics, agrícoles, ramaders, forestals i paisatgístics, així com aquells amb riscos naturals o tecnològics, inclosos els d'inundació o d'altres accidents greus, i tots els altres que prevegi la legislació d'ordenació territorial o urbanística.
- És el sòl per al qual els instruments d'ordenació territorial i urbanística prevegin o permetin el seu pas a la situació de sòl urbanitzat. Aquesta situació es perllongarà en tot cas, fins que acabi la corresponent actuació d'urbanització.
- És també qualsevol altre sòl que no reuneixi els requisits propis del sòl urbanitzat (segons paràgraf següent).

### Sòl urbanitzat
És l'integrat de forma legal i efectiva en la xarxa de dotacions i serveis propis dels nuclis de població. S'entén que així ocorre quan els solars o les parcel·les, estiguin o no edificades, tinguin les dotacions i els serveis requerits per la legislació urbanística o puguin arribar a comptar amb ells sense altres obres que les de connexió a les instal·lacions ja en funcionament. La legislació urbanística podrà considerar les peculiaritats dels nuclis tradicionals legalment assentats en el medi rural.

## Classificació del sòl (legislació autonòmica)
Les lleis autonòmiques estableixen la classificació del sòl que vincula tot el del territori planejat amb un destí urbanístic bàsic així com amb el corresponent règim jurídic que s'ha de concretar en el Pla General d'Ordenació Urbana corresponent a cada municipi o municipis (en els cas que planejament general afecti a més d'un municipi).
Les principals classes de sòl són definides en referència al ja clàssic «Reglamento de Planeamiento» (en endavant l'abreujarem amb «RP») que desenvolupa la «Ley sobre Régimen del Suelo y Ordenación Urbana» de 1976, el qual és, en molts aspectes, plenament vigent en no haver estat derogat per disposicions posteriors ni d'àmbit estatal ni autonòmic. En tot cas constitueix el cos tècnic i jurídic més complet de què hom pot disposar avui dia a Espanya. D'altra banda, la majoria de llibres i tractats de consulta, estudis acadèmics, etc., i les lleis i reglaments posteriors, tenen sempre com a referència obligada el cos tècnic i jurídic derivat del RP.

### Sòl urbà
Segons Art.21 del RP per tal que el PGOU classifiqui els terreny com urbans cal que compleixin algun dels següents requisits : 
1. Que els terrenys estiguin dotats d'accés rodat, abastament d'aigua, evacuació d'aigües residuals i subministrament d'energia elèctrica, havent de tenir els dits serveis les característiques adequades per servir a l'edificació que existeixi o es pugui construir.
2. Que malgrat no tenir algun dels serveis esmentats en el paràgraf anterior, tinguin la seva ordenació consolidada per ocupar l'edificació, almenys, dues terceres parts dels espais aptes per a la mateixa segons l'ordenació que per a ells proposi el Pla General. En aquest supòsit el Pla ha d'assenyalar les operacions de reforma interior o accions concretes d'urbanització necessàries per aconseguir els nivells indicats.

Les Comunitats Autònomes tenen les següents especificacions particulars o addicionals (les cites literals a les lleis van entre cometes «...») :

#### Balears
1. El primer requisit del RP és vàlid amb l'addició que també són sòl urbà: «Els terrenys que, en execució del planejament urbanístic, assoleixen el grau d'urbanització que aquest determina.».
2. El segón requisit del RP és vàlid amb la precisió que són sòl urbà: «Els terrenys que el planejament urbanístic general inclou de manera expressa en aquesta classe de sòl perquè, havent estat legalment sotmesos al procés d'integració en el teixit urbà, tenen tots els serveis urbanístics bàsics». S'exigeix que la xarxa viària que tingui un nivell de consolidació suficient per permetre la connectivitat amb la trama viària bàsica municipal.
3. Inclou un tercer requisit que permet classificar com a urbà el sòl dels assentaments en el medi rural degudament delimitats.

#### Catalunya
La legislació autonòmica catalana vigent en matèria urbanística consisteix en el Text Refós de la Llei d'Urbanisme.
L'article 26 a) d'aquest estableix els criteris que necessàriament hauran de comportar la classificació d'un sòl com a urbà:
1. El primer citeri és el referent als serveis urbanístics bàsics: Serà sòl urbà tot aquell que disposi dels serveis urbanístics bàsics. Aquests srveis es troben enumerats a l'article 27, precisant-se necessàriament que aquests serveis per a ser tinguts en compte "han de tenir les característiques adequades per a l'ús del sòl previst pel planejament urbanístic que el classifica", és a dir, han de ser de certa qualitat variable.
2. El segon és el criteri pel qual tot sòl comprès en àrees consolidades per l'edificació d'almenys 2/3 parts de la seva superfície edificable serà considerat sòl urbà.

La segona lletra d'aquest mateix article estableix un criteri discrecional:
1. Seran sòl urbà els terrenys que, en execució del planejament urbanístic, assoleixen el grau que aquest mateix determina.

#### Comunitat Valenciana
1. Són sòl urbà els solars. En la definició de solar assenyala algunes especificacions addicionals sobre la connectivitat i consolidació de la xarxa viària.
2. El primer requisit del RP és vàlid però referit a «Illes o unitats urbanes equivalents» (no pròpiament a terrenys) i s'exigeix que els serveis tinguin «…capacitat i característiques adequades per a donar servici suficient als usos i edificacions existents i als que preveja el planejament urbanístic sobre les mateixes, sempre que es troben integrades en la malla urbana.»
3. El segón requisit del RP correspon al punt c) de la LUV-Val on la referència és també a les «Illes o unitats urbanes equivalents» i es modifica l'exigència dels 2/3 per ampliar-la fins a la meitat de la seva superfície.
4. S'estableix un segon sub tipus de sòl urbà anomenat «sòl urbà amb urbanització consolidada» integrat pels terrenys que el Pla subjecte al règim d'actuacions aïllades.
5. Tanmateix s'estableix un tercer sub-tipus de sòl urbà anomenat «sòl urbà sense urbanització consolidada» integrat pels terrenys que el Pla classifique així perquè:

- «Fins i tot havent estat prèviament urbanitzat, es trobe en àrees de reforma interior que requerisquen complementar les dotacions per mitjà d'actuació integrada per a la implantació dels nous usos, tipologies o aprofitaments previstos o per canviar la seua funció o estructura urbana»
- «Configuren àrees de nova urbanització adjacent al sòl urbà i sense enti- tat suficient per a configurar un sector de planejament parcial.»

### Sòl urbanitzable
Segons Art.22 del RP constitueixen Sòl urbanitzable els terrenys als quals el PGOU declari aptes, en principi, per ser urbanitzats.
Dins del sòl urbanitzable, el Pla establirà totes o alguna de les següents categories:
- Sòl programat o Sòl urbanitzable programat (SUP), constituït per aquell la urbanització del qual hagi de ser desenvolupada segons el programa del propi PGOU.
- Sòl no programat o Sòl urbanitzable no programat (SUNP), integrat pel que pugui ser objecte objecte d'urbanització mitjançant l'aprovació de Programes d'Actuacion Urbanística.

### Sòl no urbanitzable
Constitueixen el sòl no urbanitzable els terrenys que el POUM classifica com a tals per raó de: la incompatibilitat amb llur transformació, règim especial de protecció aplicat per la legislació sectorial i pel planejament territorial, determinacions dels plans directors subjecció a limitacions o servituds per a la protecció del domini públic, la inadequació al desenvolupament urbà. També es classifiquen de sòl no urbanitzable els terrenys reservats per a sistemes urbanístics generals no inclosos en sòl urbà ni en sòl urbanitzable.